# Dou (kejsarinna)
Kejsarinnan Dou (竇皇后), död 97, formellt kejsarinnan Zhangde: "Den artiga och dygdiga kejsarinnan" (章德皇后) var en kinesisk kejsarinna, gift med kejsar Han Zhangdi. Hon hade inflytande över politiken redan under sin makes regeringstid, och var även formellt Kinas regent från 88 till 92 som förmyndare för sin adoptivson, kejsar Han Hedi. Hon var den första kvinna som officiellt styrt Kina sedan Änkekejsarinnan Lü. Hennes familj, särskilt hennes bror Dou Xian, hade stort inflytande under hennes tid vid makten. 

## Biografi
Dou var dotter till Dou Xun (竇勳) och prinsessan Piyang (沘陽公主). Hon var därmed sondotter till ämbetsmannen Dou Rong (竇融) och sondotterdotter till kejsar Han Guangwudi. Hon fick titeln prinsessa som barn trots att hon inte var dotter till en kejsare, eftersom hennes morfar hade varit tronföljare före sin död. 

### Kejsarinna
Dou valdes ut till att gifta sig med sin släkting år 77. Hon blev hans favorit och högst rankade hustru, och han gav henne titeln kejsarinna året därpå. Paret fick dock ingen son tillsammans och därmed ingen tronarvinge. 
Dou beskrivs som svartsjuk mot makens konkubiner och engagerad i en maktstrid med dem. Hennes svärmor änkekejsarinnan Ma hade valt ut två konkubiner ur familjen Song till kejsaren, och dessa gynnades av svärmodern: år 79 utsågs prins Liu Qing (劉慶), son till en av systrarna Song, till tronföljare. 
Efter änkekejsarinnan Mas död år 79 iscensatte Dou en komplott mot systrarna Song och hade tjänarna att spionera på dem och sina bröder att spionera på deras familj. En möjlighet att komma åt dem uppkom år 82, när den äldre Song insjuknade och bad om att få äta snärjor. Dou anklagade då Song för att vilja använda snärjorna för trolldom. Anklagelsen fick kejsaren att förvisa kronprins Liu Qing, vilket fick systrarna Song att begå självmord: Dou adopterade då sonen till Gemål Liang, Liu Zhao (劉肇), som kejsaren istället utsåg till tronföljare. Dou och hennes familj oskadliggjorde följande år den nye kronprinsens mor och hennes familj, genom att åtala Gemål Liangs far Liang Song (梁竦) för brott som fick honom fängslad: han dog i fängelset, och Gemål Liang och hennes syster, också konkubin, begick sedan självmord. Samma år förvisade kejsaren sin adoptivmor änkekejsarinnan Mas släktingar från hovet, vilket gjorde att kejsarinnan Dous familj och bröder, Dou Xian och Dou Du (竇篤), blev då mäktigast vid hovet: det var första gången hovet dominerades av kejsarinnans klan och inte änkekejsarinnans.

### Regent
Vid kejsar Zhangs död år 88 efterträddes han av den då nio år gamle tronföljaren som kejsar He. På grund av kejsarens minderårighet övertog änkekejsarinnan Dou som hans adoptivmor och förmyndare styret som regent till hans myndighetsdag. Samtliga hennes bröder, Dou Xian, Dou Du, Dou Jing (竇景), och Dou Gui (竇瑰) utnämndes då av henne till viktiga poster, även om deras titlar formellt blev låga. Alla hennes bröder förutom Dou Gui, särskilt Dou Xian, beskrivs som arroganta och snara att skrämma folk till lydnad genom att framhäva sin kontakt med regenten. 
I slutet av år 88 utbröt en skandal där det upptäcktes att änkekejsarinnans bror Dou Xian hade mördat hennes gunstling Liu Chang (劉暢), markisen av Duxiang, och försökt skjuta skulden på offrets bror Liu Gang (劉剛), markisen av Li. Dou lät då fängsla sin bror. Han erbjöd sig dock att leda en armé för att besegra Norra Xiongnu för att sona sitt brott, vilket han framgångsrikt gjorde år 89, och därmed rehabiliterades. Alla övriga ämbetsmän ska i fortsättningen av kejsarinnans regeringstid ha fruktat hennes bror. 
År 92 avsattes änkekejsarinnan Dous förmyndarregering i en palatskupp. Dess detaljer är okända, men det tycks som om kuppen leddes av den unge kejsaren, möjligen uppmuntrad av sin bror prins Qing och eunucken Zheng Zhong (鄭眾): plötsligt gavs order till den kejserliga vakten att arrestera och avrätta alla anhängare till Dou Xian. Därefter förvisades alla änkekejsarinnans bröder, och fick så småningom order att begå självmord, med undantag av Dou Gui. 

### Senare liv
Änkekejsarinna Dou själv behandlades i egenskap av änkekejsarinna väl även efter att hon avsatts som regent. Kejsar He ska ha varit omedveten om att hon inte var hans biologiska mor, och hedrade henne därför som sin mor, även om han fråntog henne all politisk makt. Det var inte förrän efter hennes död han fick veta att hon var hans adoptivmor. Han hedrade då sin biologiska mors familj Liang i efterhand. 